# Поминово (Орехово-Зуевский район)
Поми́ново — деревня в Орехово-Зуевском муниципальном районе Московской области. Входит в состав сельского поселения Ильинское. Население — 115 чел. (2010).

## Расположение
Деревня Поминово расположена в юго-западной части Орехово-Зуевского района, примерно в 35 км к югу от города Орехово-Зуево. В 2,5 км к востоку от деревни протекает река Гуслица. Высота над уровнем моря 132 м.

## Название
Название от ПОМИ́Н, -а, м. Устар. и прост. Действие по знач. глаг. поминать. [Федор Павлович] вдруг взял тысячу рублей и свез ее в наш монастырь на помин души своей супруги. Достоевский, Братья Карамазовы..

## История
В 1926 году деревня входила в Ильинский сельсовет Ильинской волости Егорьевского уезда Московской губернии.
До 2006 года Поминово входило в состав Ильинского сельского округа Орехово-Зуевского района.

## Население
В 1926 году в деревне проживало 427 человек (182 мужчины, 245 женщин), насчитывалось 99 хозяйств, из которых 77 было крестьянских. По переписи 2002 года — 111 человек (46 мужчин, 65 женщин).
| 1926 | 2002 | 2006 | 2010 |
| ---- | ---- | ---- | ---- |
| 427  | ↘111 | →111 | ↗115 |